# 名古屋港水族館
名古屋港水族館（なごやこうすいぞくかん）は、愛知県名古屋市港区の名古屋港ガーデン埠頭にある公設水族館。

## 概要
一部事務組合の名古屋港管理組合が設置し、指定管理者として公益財団法人名古屋みなと振興財団が管理・運営を行っている。また、名古屋みなと振興財団の事務局も同水族館内に設置されている。2017年（平成29年）現在、日本最大の水量と延床面積を誇る水族館でもある。
館内ではイルカをはじめ、シロイルカ（ベルーガ）、ペンギン、ウミガメなどが飼育・繁殖・研究されている。屋外には世界最大級の野外水槽（13,400t）を保持しており、非常にダイナミックなイルカやシャチのショーを間近で見ることができる。またイベントが豊富であり、ゴマフアザラシ、シャチのトレーニングやマイワシのトルネード等イベントが定期的に開催されている。
日本の水族館における延床面積ランキング1位。2017年（平成29年）度（2017年（平成29年）4月1日〜2018年（平成30年）3月31日）には、年間来場者数2,221,822人となり、日本の水族館の入場者数ランキングで3位（日本の水族館を参照）。
2017年（平成29年）度には、220万人を記録した（当水族館の歴代2位となる記録）。
コウテイペンギンを飼育している（コウテイペンギンは国内で2か所、名古屋港水族館とアドベンチャーワールドでのみ飼育されている）。
シャチを飼育している（シャチは国内で3か所、名古屋港水族館、鴨川シーワールド、神戸須磨シーワールドでのみ飼育されている）。鯨類以外でもフグを誤食したシノノメサカタザメなどが人気である。
レストランが中にあり、軽く食事をすることができる。

## 主な活動の内容

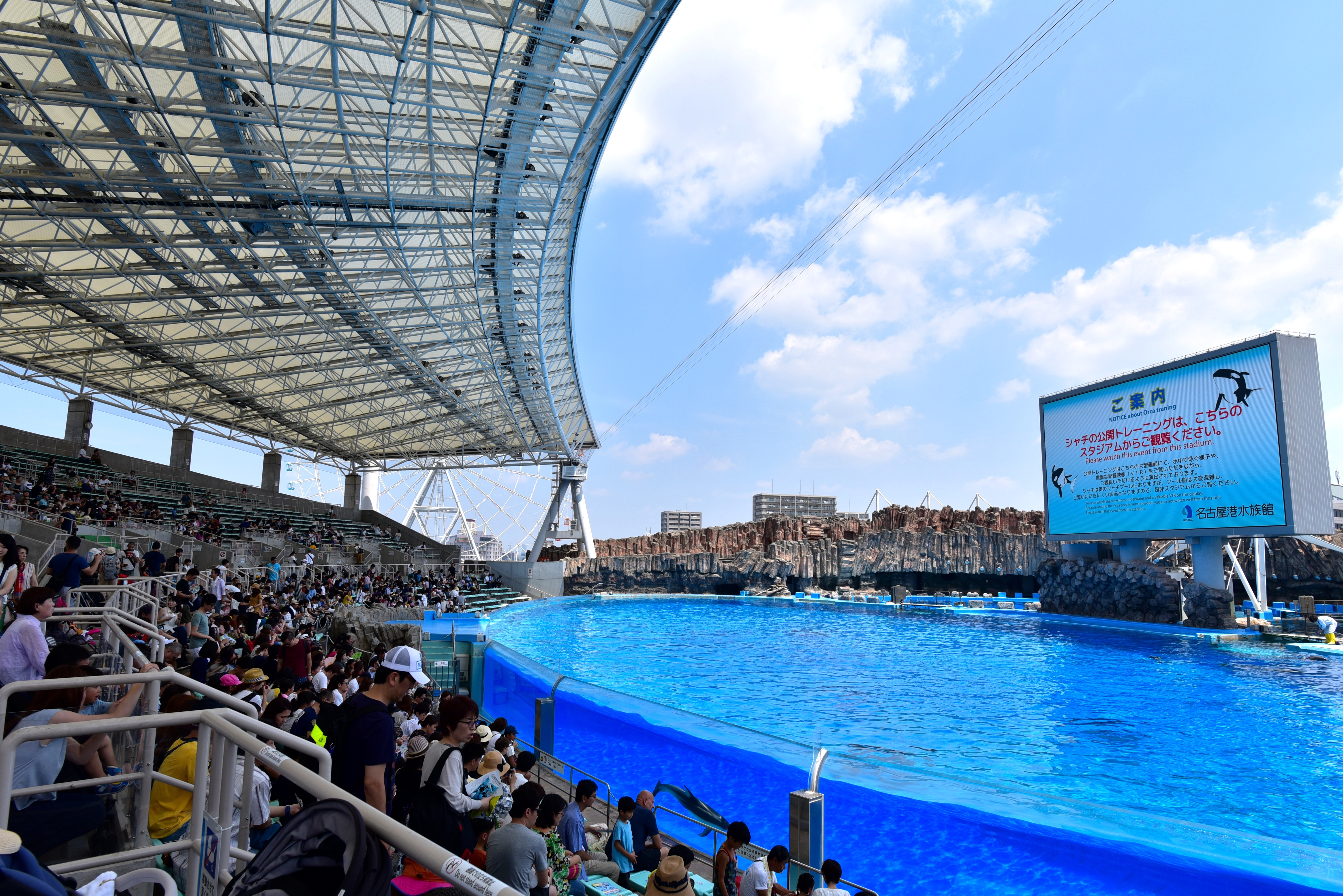
日本最大のメインプール

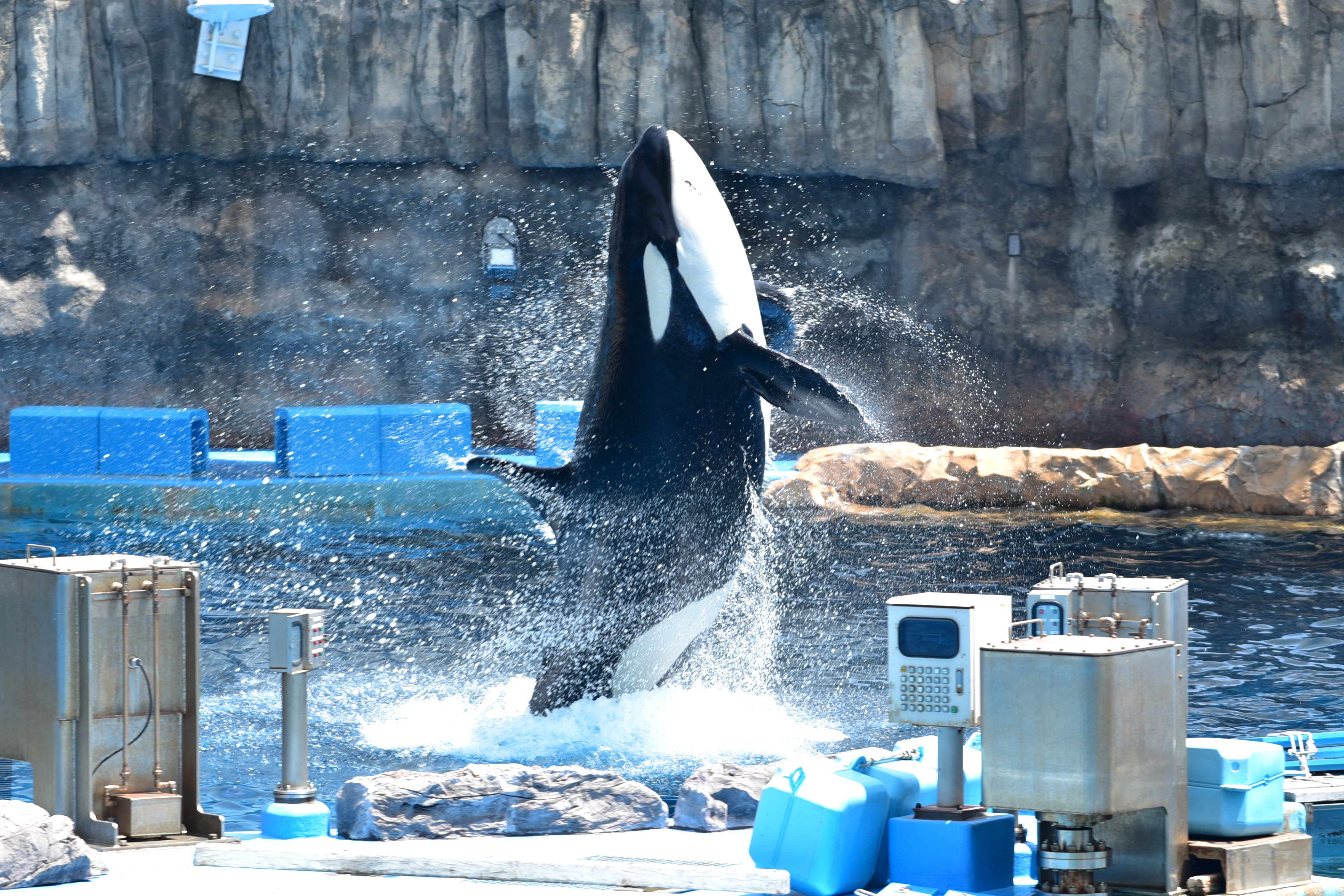
シャチの公開トレーニング

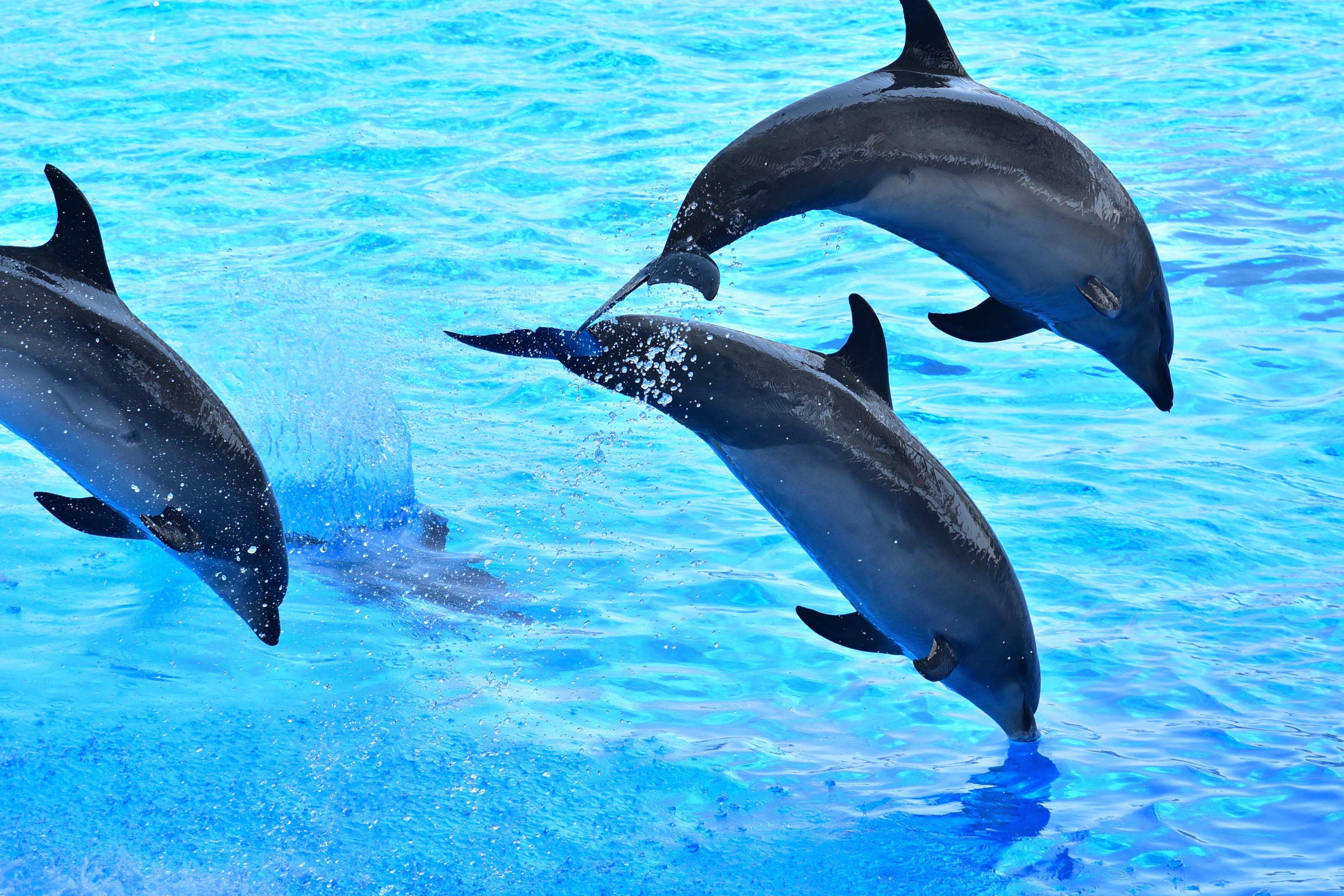
イルカパフォーマンス

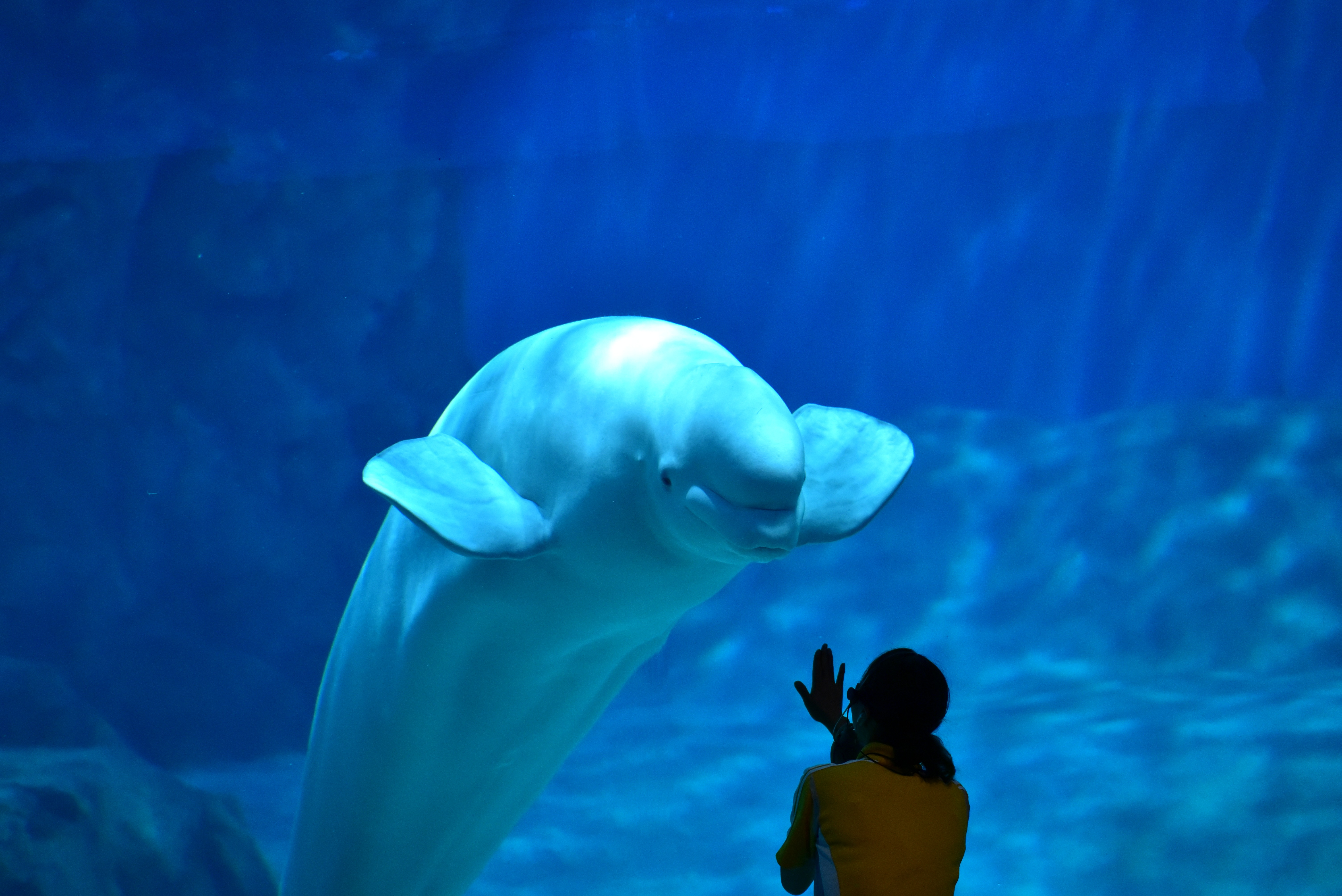
ベルーガ

イルカなどによるパフォーマンス

ウミガメの保護･研究･繁殖
1995年（平成7年）、日本で初めて屋内の人工産卵場で産まれたアカウミガメの人工孵化に成功。
2003年（平成15年）より米国海洋大気局（NOAA）と共同で、成長過程のアカウミガメの子ガメを放流、人工衛星追跡システムにより北太平洋における回遊ルートを調査・研究している。

ペンギンの保護･研究･繁殖
ジェンツーペンギン、ヒゲペンギン、アデリーペンギンの繁殖に成功（ヒゲペンギン、アデリーペンギンについては日本初）。

シロイルカ（ベルーガ）の研究・繁殖
2004年（平成16年）7月17日、日本で初めての出産に成功した。

シャチの繁殖生理学的研究および環境エンリッチメント
2012年（平成24年）11月13日、「ステラ」がメスを出産し繁殖に成功。さらに死亡した「クー」の卵母細胞が神戸大学農学部に保管されているほか、シャチの発情周期の把握、環境エンリッチメントの研究など、数々の成果を挙げている。

## シャチ

### 飼育
2003年（平成15年）10月よりシャチの飼育が開始された。飼育は「クー」に始まり、「ナミ」、「ステラ」、「ビンゴ」、「ラン」と続き、2012年（平成24年）11月13日には「ステラ」の仔「リン」が産まれた。
2015年（平成27年）12月以降は「ステラ」「リン」「アース」の3頭を飼育していた。国内で飼育中のシャチは2011年（平成23年）1月に当館の「ナミ」が死んで以降は全て親族による構成となり、2014年（平成26年）8月に当館の「ビンゴ」が死んで以降はステラとその子孫のみの構成となった。2024年3月29日「ステラ」が所有権のある株式会社グランビスタホテル&リゾートに返還されたため、「リン」「アース」の2頭が飼育されていた。「アース」は「ステラ」の子「ラビー」と「オスカー」の子で、国内で飼育されている唯一の雄のシャチで、体長6メートル体重3.7tと国内で飼育されているシャチの中では最も大きかった。「アース」は、2025年7月31日餌を食べなくなり、翌8月1日から展示を中止し治療に当たったが、容体が急変し、8月3日午前0時26分急逝してしまった。16歳であった。現在は「リン」のみ飼育されている。

### 家族構成
- 母：ステラ - 1987年、アイスランドで捕獲（推定39歳）、2024年3月29日、株式会社グランビスタホテル＆リゾートに返還。現在は神戸須磨シーワールドで飼育。
- 父：ビンゴ - 1984年、アイスランドで捕獲～2014年8月2日、当館で死亡（推定32歳）。
  - 長女：ラビー - 1998年1月11日～（27歳）、鴨川シーワールドで飼育。
    - ラビーの夫：オスカー - 1987年、アイスランドで捕獲～2012年12月20日、鴨川シーワールドで死亡（推定27歳）。
    - ラビーの長男：アース - 2008年10月13日～ 2025年8月3日、当館で死亡（16歳9ヶ月）。
    - ラビーの長女：ルーナ - 2012年7月19日～（13歳）、鴨川シーワールドで飼育。

  - 次女：ララ - 2001年2月8日～（24歳）、鴨川シーワールドで飼育。
  - 三女：サラ - 2003年5月31日～2006年4月26日、鴨川シーワールドで死亡（2歳10ヶ月）。
  - 四女：ラン[10] - 2006年2月25日～（19歳）、神戸須磨シーワールドで飼育。
  - 五女：リン - 2012年11月13日～（12歳）、当館で飼育。

## 建築概要

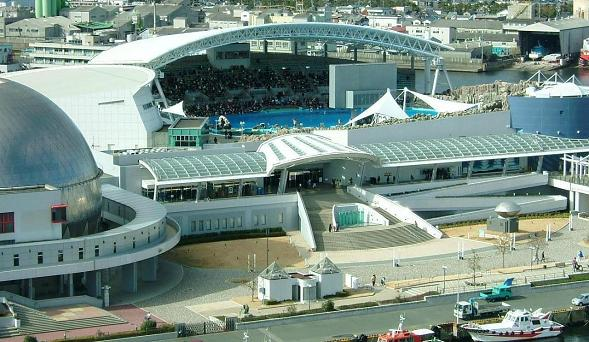
名古屋港水族館北館

### 北館
- 竣工 - 2001年（平成13年）
- 設計 - 名古屋港管理組合建設部、大建設計名古屋事務所
- 施工 - 銅金株式会社（ドーム部）チタン素材、（新日鐵住金TranTixxiiチタン）
- 構造 - SRC造、RC造、S造
- 規模 - 地上4階
- 建築面積 - 10,420.18 m2
- 延床面積 - 41,529.15 m2
- 総水量 - 約24,600 t（野外水槽を含む）

### 付帯施設
- カメ類繁殖研究施設

## マスコットキャラクター
マスコットキャラクターとして「カイオー」がいる。

## 交通アクセス
- 名古屋市営地下鉄名港線 名古屋港駅から徒歩で約8分。
- 名古屋市営バス「なごや港」停留所から徒歩で約10分。

## 沿革
- 1985年（昭和60年）4月 - 名古屋港水族館計画立案が発表される。
- 1992年（平成4年）
  - 3月 - 名古屋港水族館（南館）が竣工。
  - 10月 - 開館。
- 1997年（平成9年）10月 - 開館5周年。
- 2001年（平成13年）
  - 2月 - 世界最大級の野外水槽を持つ北館が竣工。
  - 11月 - 北館開館。
- 2002年（平成14年）10月 - 開館10周年。
- 2003年（平成15年）10月 - シャチの「クー」が和歌山県のくじらの博物館から5年間のレンタル移籍。
- 2004年（平成16年）
  - 1月 - 「クー」を一般公開。
  - 2月 - 「クー」の性成熟を確認。
  - 8月 - ベルーガのNo.3が出産、国内初のベルーガの赤ちゃん「ベル」が誕生（父親はNo.2）。
- 2005年（平成17年）
  - 5月30日 - バンドウイルカ新個体3頭（W, X, Y）を和歌山県東牟婁郡太地町のドルフィン・ベェイスより搬入。
  - 10月11日 - ベルーガのNo.2が死亡。
- 2006年（平成18年）11月 - 累計総入場者数2,500万人を達成。
- 2007年（平成19年）
  - 2月6日 - バンドウイルカのV（「クー」の同居個体として、くじらの博物館より「クー」と共に搬入した個体）が胃重積で死亡）。
  - 7月22日 - ベルーガの「グレイ」（No.5）がNo.8を出産。
  - 7月25日 - ベルーガの「タアニャ」（No.6）が「ナナ」（No.9）を出産、父親は「ホドイ」（No.1）。
  - 8月16日 - ベルーガのNo.8が死亡。
  - 10月 - 開館15周年。
- 2008年（平成20年）
  - 5月 - 当館と連携した「コミュファ光水族館」サイトで一部の水槽の映像ライブ配信を開始。
  - 6月27日 - カイオーの水族館日記がスタート。
  - 7月 - 「クー」のレンタル期間5年延長（2013年10月まで）が決定。
  - 9月19日 - 「クー」が死亡（午前7時55分）。
  - 9月24日 - 「ベル」が胃重積で死亡（午前10時26分）。
  - 12月26日 - ベルーガのNo.3（「ベル」の母親）が死亡（午前10時43分）。
  - 12月26日 - カマイルカの新規個体2頭（No.3♀、No.4♀）を和歌山より搬入。
- 2009年（平成21年）
  - 6月4日 - カマイルカの「サラ」（No.3）が出産（搬入時には既に妊娠）。
  - 9月4日 - ベルーガの「ホワイト」（No.4）の妊娠発表、「ホドイ」（No.1）と交配。
  - 11月25日 - 「サラ」の子、「アイ」を一般公開。
- 2010年（平成22年）
  - 2月2日 - バンドウイルカの「アン」（旧個体名 A）の妊娠発表。
  - 2月18日 - 新地蔵川に迷い込んだ野生のスナメリを保護収容。
  - 6月18日 - くじらの博物館から購入したシャチの「ナミ」を搬入。
  - 8月1日 - 「ホワイト」が出産、出産後の母体の不調により新生イルカは人工哺育に切り替え。
  - 8月9日 - 「ナミ」が一般公開。
  - 9月15日 - 「ホワイト」の子（人工哺育個体）が死亡。
  - 9月26日 - 「アン」の子、出産直後に死亡（午後9時53分）。
  - 10月21日 - 「ホワイト」が死亡（午後3時7分）。
  - 11月12日 - 鴨川シーワールドと、同施設飼育個体「ビンゴ」・「ステラ」のペアの有償ブリーディングローン実施の合意を発表。
  - 12月30日　- おたる水族館から来たゴマフアザラシ「ナノハ」の展示を開始。
- 2011年（平成23年）
  - 1月8日 - 「アイ」がパフォーマンスにデビュー。
  - 1月13日 - 「ナミ」展示中止。
  - 1月14日 - 「ナミ」が死亡（午後7時24分）。
  - 3月3日 - おたる水族館から、ゴマフアザラシの「アラシ」が搬入。
  - 6月4日 - カマイルカの「サラ」、訓練中に死亡。
  - 12月14日 - 鴨川シーワールドからシャチの親子3頭（ビンゴ、ステラ、ラン）が、母シャチの出産に伴う治療のため搬入。翌2012年3月24日一般公開。
- 2012年（平成24年）10月 - 開館20周年。
- 2014年（平成26年）8月2日 - シャチの「ビンゴ」が死亡。
- 2017年（平成29年）
  - 7月21日 - 『でら近っ！「ごまちゃんデッキ」』がオープン。
  - 10月 - 開館25周年。
- 2022年（令和4年）10月 - 開館30周年。